# Laura Elena Harring

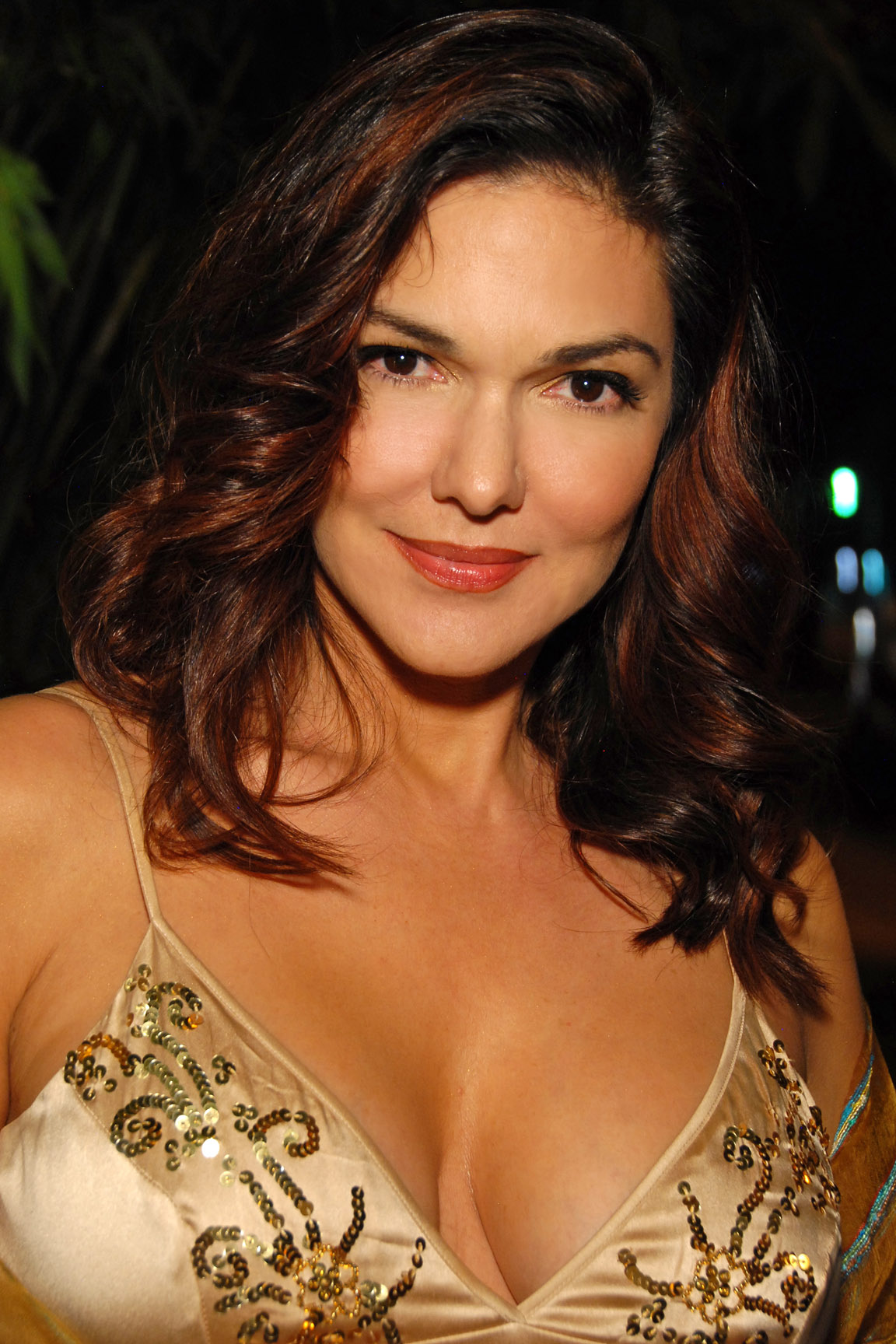
Laura Elena Harring

Laura Elena Martinez Harring contesa de Bismarck-Schönhausen (n. 3 martie 1964, Los Mochis, Sinaloa, Mexic) este o actriță americană.

## Date biografice
Harring a trăit aproximativ zece ani în Mexic, ca apoi familia ei să se mute în San Antonio, Texas. La vârsta de 16 ani urmează cursurile gimnaziului la Colegiul Aiglon din Elveția. După terminarea școlii se reîntoarce în SUA unde ia parte la un concurs de frumusețe, fiind aleasă Miss El Paso apoi Miss Texas iar în 1985 este aleasă Miss USA fiind prima candidată de origine spaniolă care câștigă acest titlu. În 1987 se căsătorește cu Carl-Eduard von Bismarck, un german de origine nobiliară. Căsătoria lor durează  numai doi ani, dar și după divorț ea poartă mai departe titlul nobiliar de contesă. În anii de după divorț a început să studieze teatrul la  Academy of Performing Arts din Londra. Cariera de actriță a început-o cu rolurile jucate în serialul  The Alamo: 13 Days to Glory (1987) sau filmul  The Forbidden Dance, o producție a studiourilor  Columbia Pictures.

## Filme
| Anul | Titlu                                           | Rol                  | Note       |
| ---- | ----------------------------------------------- | -------------------- | ---------- |
| 1987 | The Alamo: 13 Days to Glory                     | Santa Anna's bride   | TV Movie   |
| 1988 | Desperado: Avalanche at Devil's Ridge           | Unknown              | TV Movie   |
| 1989 | Silent Night, Deadly Night 3: Better Watch Out! | Jerri                |            |
| 1990 | The Forbidden Dance                             | Nisa                 |            |
| 1991 | Dead Women in Lingerie                          | Marcia               |            |
| 1993 | Rio Diablo                                      | Maria Benjamin       | TV Movie   |
| 1994 | Exit to Eden                                    | M.C. Kindra          |            |
| 1997 | Black Scorpion II: Aftershock                   | Babette              |            |
| 1997 | Hoover Park                                     | Unknown              |            |
| 2000 | A Family in Crisis: The Elian Gonzales Story    | Marisleysis Gonzalez | TV Movie   |
| 2000 | Little Nicky                                    | Mrs. Dunleavy        |            |
| 2001 | Final Payback                                   | Gina Carrillo        |            |
| 2001 | Feather Pimento                                 | Woman in Red         | Short film |
| 2001 | Mulholland Drive                                | Rita                 |            |
| 2002 | John Q                                          | Gina Palumbo         |            |
| 2002 | Derailed                                        | Galina Konstantin    |            |
| 2002 | Rabbits                                         | Jane                 |            |
| 2003 | Willard                                         | Cathryn              |            |
| 2003 | Mi Casa, Su Casa                                | Catalina             |            |
| 2003 | The Poet                                        | Paula                |            |
| 2004 | The Punisher                                    | Livia Saint          |            |
| 2005 | All Souls Day                                   | Martia               |            |
| 2005 | The King                                        | Twyla                |            |
| 2006 | Walkout                                         | Francis Crisostomo   |            |
| 2006 | Inland Empire                                   | Jane Rabbit          |            |
| 2007 | Ghost Son                                       | Stacey               |            |
| 2007 | Nancy Drew                                      | Dehlia Draycott      |            |
| 2007 | My Neighbor's Keeper                            | Kate Powell          | TV Movie   |
| 2007 | Love in the Time of Cholera                     | Sara Noriega         |            |
| 2008 | One Missed Call                                 | Beth's Mom           | Cameo      |
| 2008 | The Caller                                      | Eileen               |            |
| 2009 | Drool                                           | Anora Fleece         |            |
| 2010 | Kluge                                           |                      |            |
| 2011 | Elwood                                          | Julie Jacobs         | Short film |
| 2013 | Sex Ed                                          | Lupe                 |            |
| 2013 | Return to Babylon                               | Alla Nazimova        |            |
| 2014 | Ice Scream                                      | Wendy                |            |
| 2014 | Taco Shop                                       |                      |            |
| 2014 | Manson Girls                                    | Alice Rainer         |            |